# Ray Barbuti
Raymond ("Ray") James Barbuti, född 12 juni 1905 i New York, död 8 juli 1988, var en amerikansk friidrottare.
Barbuti blev olympisk mästare på 400 meter vid olympiska sommarspelen 1928 i Amsterdam.